# Kévin Gomis
Kévin Mickael Junior Gomis (* 20. Januar 1989 in Paris) ist ein französisch-senegalesischer ehemaliger Fußballspieler.

## Spielerkarriere
Der aus der Jugend von EA Guingamp stammende Kévin Gomis wechselte im Sommer 2009 zum portugiesischen Erstligisten Naval 1º de Maio, nachdem er für seinen bisherigen Verein lediglich in der Reservemannschaft eingesetzt worden war. In der Primeira Liga 2009/10 kam Gomis in 23 Ligaspielen zum Einsatz und beendete die Spielzeit mit seiner neuen Mannschaft auf dem achten Tabellenplatz. In der anschließenden Spielzeit verschlechterten sich die Leistungen des Teams deutlich und führten als Tabellenletzter zum Abstieg in die zweite Liga.
Nach dem Abstieg kehrte Gomis nach Frankreich zurück und unterzeichnete am 1. Juli 2011 einen Vertrag bei OGC Nizza. Für seinen neuen Verein bestritt er 15 Ligaspiele in der Ligue 1 2011/12. 2012/13 erreichte der Abwehrspieler mit seinem Team mit dem vierten Tabellenplatz eine ausgezeichnete Platzierung, blieb jedoch erneut mit 13 Einsätzen nur Ergänzungsspieler.
Am 30. Januar 2014 wechselte Kévin Gomis auf Leihbasis zum englischen Zweitligisten Nottingham Forest.
Im August 2016 wechselte Gomis zum schottischen Erstligisten FC Dundee und unterschrieb einen Einjahresvertrag.